# Cambridge Judge Business School
Die Cambridge Judge Business School (kurz JBS oder CJBS, früher Judge Institute of Management Studies) ist die Business School der Universität Cambridge. Die Business School wurde 1990 gegründet und rangiert konstant unter den weltweit besten Business Schools.
Die JBS ist benannt nach Sir Paul Judge (1949–2017), einem der Haupt-Gründungsstifter. Die Business School ist Teil der Fakultät für Business und Management, welche wiederum Teil der School of Technology ist.
Studenten an der Cambridge Judge Business School werden während ihres Studiums außerdem einem der historischen Cambridge Colleges zugeteilt, das den sozialen Rahmen für ihren Aufenthalt in Cambridge bereitstellt und die Möglichkeit bietet, Studenten und Akademiker aus anderen Disziplinen kennenzulernen.

## Geschichte

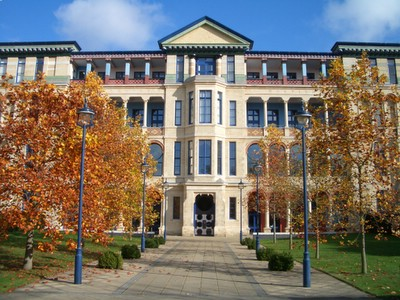
Cambridge Judge Business School

Die Cambridge Judge Business School wurde 1990 als Judge Institute of Management Studies gegründet. Mit Spenden von Sir Paul und Lady Judge sowie des „Monument Trust“ wurde 1991 die finanzielle Basis für den Bau eines Gebäudes geschaffen. Mit dem Projekt wurde der Architekt John Outram beauftragt. Im August 1995 wurde das Gebäude fertiggestellt und von Queen Elisabeth II. offiziell eröffnet.
Die Business School befindet sich im ehemaligen Gebäude der Old Addenbrooke's Site in der Trumpington Street, in der Nähe des zur Universität gehörenden Fitzwilliam Museums. Die farbenfrohe Fassade des JBS-Gebäudes ist eine bekannte Sehenswürdigkeit der Stadt.
2005 wurde das Judge Institute of Management Studies in „Judge Business School“ umbenannt. 2010 wurde der Name in „Cambridge Judge Business School“ geändert. Das Logo der Universität wurde 2010 ebenfalls geändert, so dass der neue Name im Logo lesbar ist.

## Rankings
Die Cambridge Judge Business School ist eine weltweit führende Business School. Das MBA-Programm rangiert weltweit auf Platz 10 im MBA-Ranking der Financial Times, auf Platz 8 im Ranking der Business Week und auf Platz 3 im Forbes Best International MBA Ranking.
Im 2013/2014 QS Global 200 Business Schools Report rangiert die Business School auf Platz 13, bei Business Insider auf Platz 19 weltweit, beim Telegraph auf Platz 10 in Europa und beim Economist auf Platz 61.
Cambridges Master of Finance wurde im „Financial Times ranking of Masters in Finance“ 2014 als zweitbestes Programm weltweit geführt.
| Programm | Financial Times | Business Week | The Economist | Forbes |
| -------- | --------------- | ------------- | ------------- | ------ |
| MBA      | 10              | 8             | 61            | 3      |

## Studienprogramme

### MBA
Das einjährige Vollzeit-MBA-Programm wird jährlich von etwa 150 Studenten absolviert. Die Aufnahmekriterien sind mit einem durchschnittlichen GMAT-Score von 680 hoch. Das durchschnittliche Alter der Studenten beträgt 29,6 Jahre. 95 % der Studenten kommen von außerhalb Großbritanniens und 30 % der Studenten sind weiblich.
Die Business School vermarktet ihr Programm als „The Cambridge MBA“.
Die MBA-Studenten der Cambridge Judge Business School und der Oxford Saïd Business School pflegen eine freundschaftliche Rivalität.

### Executive MBA
Im September 2009 startete der erste Executive MBA-Jahrgang an der Cambridge Judge Business School. Das Programm richtet sich an Top-Führungskräfte und läuft über einen Zeitraum von 20 Monaten. Die Teilnehmer nehmen an 16 Wochenend-Seminaren und drei einwöchigen Blöcken teil. Das Curriculum ist so angelegt, dass die Teilnehmer während des Programmes in ihrem eigentlichen Beruf weiterarbeiten können. Außerhalb der Präsenz-Termine in Cambridge findet der Austausch in einer eLearning-Umgebung statt.

### Master of Studies in Entrepreneurship
Der Masterstudiengang in Entrepreneurship (MStE) ist ein zweijähriges, berufsbegleitendes akademisches Programm. Der Lehrplan umfasst Kernkurse zu Themen wie Ideenentwicklung, Zielgruppenüberzeugung, strategische Fähigkeitsentwicklung und Teammanagement. Der Studiengang wird von Monique Ingrid Boddington, außerordentliche Professorin für Managementpraxis, geleitet.

### Master of Finance
Der Master of Finance ist ein einjähriges Spezialisten-Programm für Bewerber mit mindestens zweijähriger Erfahrung im Finanzsektor.

### MPhil Finance
Der MPhil Finance ist ein einjähriges Graduierten-Programm für Bewerber ohne vorherige Arbeitserfahrung. Das Programm kombiniert Studium und Forschung und ist besonders geeignet für Studenten, die danach ein PhD-Studium aufnehmen möchten – auch wenn sich die Mehrheit der Absolventen direkt nach dem Abschluss für eine Berufstätigkeit im Finanzsektor entscheidet. Basierend auf der Anzahl der Bewerbungen ist das MPhil Finance Programm einer der selektivsten Studiengänge der Universität Cambridge: Bewerber benötigen einen Einser-Abschluss um auch nur berücksichtigt zu werden. Studenten des MPhil Finance-Studiengangs können zwischen Modulen der Business School, der Wirtschafts-Fakultät und der mathematischen Fakultät wählen.

### Weitere Programme
Die folgenden weiteren Programme werden angeboten:
- MPhil Innovation, Strategy & Organisation
- MPhil Management
- MPhil Management Science & Operations
- MPhil Technology Policy
- Management Studies (Undergraduate)
- Management of Technology and Innovation
- Executive Education
- Entrepreneurial Courses
- PhD

## Forschungszentren
Die Cambridge Judge Business School betreibt mehrere Forschungszentren, die enge interdisziplinäre Netzwerke zwischen der Business School, der Universität und der regionalen Privatwirtschaft und Politik pflegen.
Die Zentren sind:
- Cambridge Centre for Health Leadership & Enterprise (CCHLE)
- Centre for Business Research (CBR)
- Centre for Entrepreneurial Learning (CfEL)
- Centre for Financial Analysis & Policy (CFAP)
- Centre for India & Global Business (CIGB)
- Centre for International Business and Management (CIBAM)
- Centre for International Human Resource Management (CIHRM)
- Centre for Process Excellence and Innovation (CPEI)
- Centre for Risk Studies